# ベアタ・マクシモフ
ベアタ・マクシモフ（Beata Elżbieta Maksymow-Wendt、1967年7月27日 - 2024年6月9日）は、ポーランド・チェラチ出身の女子柔道選手。現役時代は78kg超級の選手。

## 概要
16歳で柔道を始める。
世界選手権では2回連続で3位に入るも、1992年のバルセロナオリンピックでは、3位決定戦で坂上洋子におさえ込まれて一本負けを喫してメダル獲得ならず。しかし翌年の世界選手権では無差別で優勝を果たす。その後、1999年の世界選手権では決勝で袁華を破って再び世界チャンピオンになる。
但し、世界選手権では十分な実績を残したものの、オリンピックでは結果としてメダルを獲得できなかった。
スポーツのほかにヤストシェンビェ＝ズドルイにあるシェロカの刑務所で働いた。
2024年6月9日に死去。56歳没。

## 主な戦績
世界柔道選手権大会
- 優勝：78kg超級(1999年)　無差別(1993年)
- 3位：72kg超級(1989年、1991年、1997年)

ヨーロッパ柔道選手権大会
- 優勝：72kg超級(1986年、1991年)　無差別(1997年)